# Фабіо Воло
Фабіо Воло (справжнє ім'я Фабіо Бонетті; *23 червня 1972, Кальчинате, Бергамо,) — італійський письменник, актор, радіо і телеведучий.

## Біографія
Після закінчення середньої школи, працював пекарем у батька, барменом у ресторані. Мав блискавичну кар'єру співака (декілька танцювальних пісень на італійській мові, записаних у 1994—1995 роках під брешіанським лейблом Media Records одна з яких називалась Volo звідси походить псевдомім). У 1996 працює радіоведучим на Radio Capital. З листопада 1998 веде 3 випуски програми Le lene на Italia 1. У квітні 2006 повертається на MTV з програмою Italo-Spagnolo, яка транслювалась з Барселони. А у 2007 презентує програму Italo-Francese з Парижу. У 2008 знову з'являється на MTV з програмою Italo-Americano де, разом з нерозлучним другом Іво, він аналізує соціо-культурну реальність Америки порівнюючи її з власною країною.

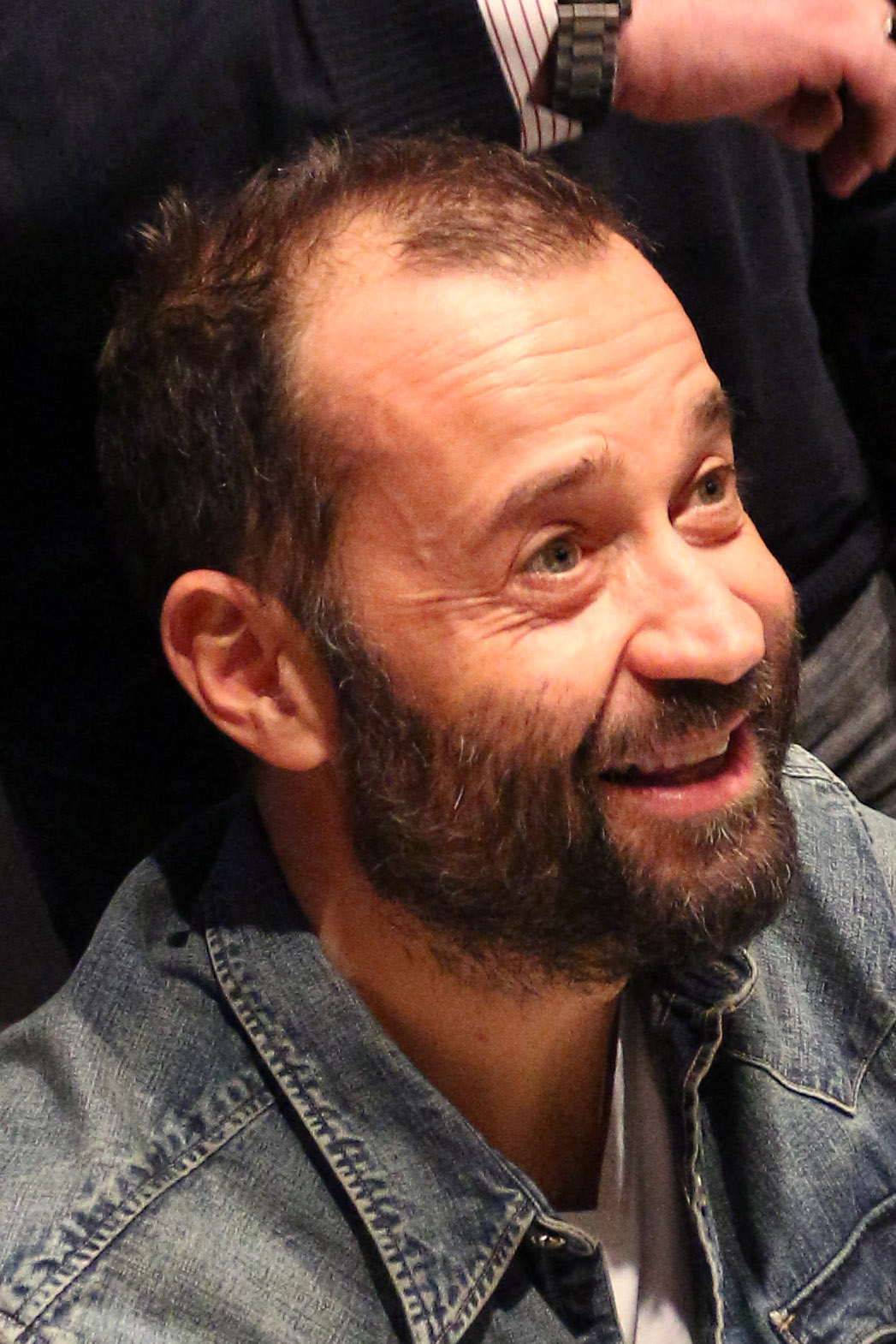
Фабіо Воло

У 2000 починає програму Il volo del mattino на Radio Deejay, опубліковує свою першу книжку Esco a fare due passi . У 2002 знімається в фільмі Casomai у ролі Tommaso. У 2003 випускає другу книжку E una vita che ti aspetto, яка стала бестселером року. Дебютує в театрі у пьєсі «Il mare è tornato tranquillo». У 2006 опубліковує третю книжку Un posto nel mondo.

## Вибіркова фільмографія
- (Не)ідеальні парочки (2021)